# Biconibunus fuscus
Genre
Espèce
Biconibunus fuscus, unique représentant du genre Biconibunus, est une espèce d'opilions laniatores à l'appartenance familiale incertaine.

## Distribution
Cette espèce est endémique de Singapour.

## Description
L'holotype mesure 2 mm.

## Publication originale
- Roewer, 1915 : « 106 neue Opilioniden. » Archiv für Naturgeschichte, vol. 81, no 3, p. 1–152 (texte intégral).